# Dobrusj rajon
Dobrusj rajon (belarusiska: Добрушскі раён: Dobrusjski rajon, även ryska: Добрушский район: Dobrusjskij rajon) är ett distrikt i Belarus.   Det ligger i distriktet Homels voblast, i den östra delen av landet, 300 km sydost om huvudstaden Minsk.